# Tammun
Tammun, en arabe : طمّون, est une municipalité du gouvernorat de Tubas en Palestine, située à 13 km au nord-est de Naplouse, à 5 km au sud de Tubas, au nord de la Cisjordanie.
Selon le recensement du bureau central palestinien des statistiques, la localité compte une population de 13 117 habitants en 2017.

## Conflit israélo-palestinien
Deux personnes sont tuées dans un raid aérien israélien le 5 novembre 2024.
Deux personnes sont tuées dans une attaque aérienne israélienne le 7 janvier 2025.
Dix personnes sont tuées le 29 janvier 2025 dans un autre raid aérien israélien.
Trois personnes, dont deux enfants, sont tuées dans une frappe de drone israélien le 8 janvier 2025,.
Début février, pendant sept jours, les troupes israéliennes ont bouclé la ville, défonçant certaines rues au bulldozer et lançant des grenades assourdissantes sur les habitants.
Au total, 23 habitants de Tammun ont été tués par l'armée israélienne entre octobre 2023 et mars 2025.
Cinq personnes sont tuées le 15 mai dans un raid israélien.